# Messier 14
Messier 14 (NGC 6402) é um aglomerado globular de estrelas localizado na constelação de Ofiúco. Foi descoberto pelo francês Charles Messier em 1764.
A uma distância de cerca de 30 000 anos-luz da Terra, o aglomerado contém várias centenas de milhares de estrelas. Com uma magnitude aparente de 7,6, o aglomerado pode ser facilmente observável de binóculos. Telescópios amadores podem revelar algumas das estrelas mais brilhantes do aglomerado, de magnitude aparente 14.
A cerca de 3° a sudoeste do aglomerado situa-se na abóbada celeste outro aglomerado globular mais pálido, NGC 6366.
A luminosidade total do aglomerado corresponde a 400 000 vezes a do Sol, que corresponde a uma magnitude absoluta de -9,12. A forma do aglomerado apresenta-se como uma elipsoide, e mede cerca de 100 anos-luz em seu semi-eixo maior.

## Descoberta e visualização
Foi uma das descobertas originais do astrônomo francês Charles Messier, catalogado em 1 de junho de 1764 e descrita por ele como uma nebulosa sem estrelas. As estrelas mais brilhantes do aglomerado foram resolvidas por William Herschel cerca de vinte anos mais tarde.
Segundo o software astronômico TheSky, a primeira fotografia CCD foi tirada de Messier 14. Por causa de sua distância considerável, pequenos telescópios amadores não são capazes de resolver nem mesmo suas estrelas mais brilhantes do aglomerado, apenas telescópios com aberturas superiores 0,15 metros são capazes de resolvê-las.

## Características

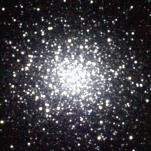
Messier 14, projeto 2MASS

O aglomerado globular tem a forma ligeiramente elispoidal, tendo um diâmetro aproximado de 100 anos-luz. Está a uma distância de 30 000 anos-luz em relação à Terra. Seu núcleo tem um diâmetro aparente de 3 minutos de grau, embora seu diâmetro aparente total seja de 11,7 minutos. Segundo Robert Burnham, Jr., M14 pertence à classe VII em densidade estelar, segundo a classificação de aglomerados globulares de Harlow Shapley e Helen Sawyer Hogg, onde aglomerados de classe I são os mais densos e os de classe XII são os menos densos. Sua magnitude aparente é 7,6, o que corresponde a uma magnitude absoluta -9,12, equivalente a 400 000 vezes a luminosidade solar.
As estrelas mais brilhantes do aglomerado têm magnitude aparente 14 em média, enquanto que a magnitude média de suas estrelas seja de 17,2. Pertence à classe espectral F4. Contém 70 estrelas variáveis, sendo a maioria variáveis W Virginis, segundo Serge Demers e Amelia Wehlau.
Uma nova foi descoberta em 1938, embora tal nova não fosse conhecida antes de 1964, quando Wehlau comparou fotografias do aglomerado tiradas por Sawyer Hogg entre 1932 e 1963. Essa nova apareceu em 8 dessas fotografias, entre 21 e 28 de junho de 1938, alcançando um máximo brilho de magnitude aparente 16. Entretanto, acredita-se que a magnitude aparente da nova tenha alcançado 9,2, cinco graus de magnitude mais brilhante do que as estrelas mais brilhantes do aglomerado. Também foi a segunda nova descoberta em um aglomerado, sendo o outro descoberto em 1860 no aglomerado Messier 80, e a primeira a ser fotografada. Em 1983, tentou-se observar o remanescente da nova com um telescópio de quatro metros de abertura, do observatório de Cerro Tololo, e com o telescópio anglo-australiano, com 3,9 metros de abetura. Em 1991, novas procuras foram feitas com o Telescópio Espacial Hubble, mas nada até agora foi encontrado.
Em 1997, foi descoberta uma estrela de carbono, uma estrela com fortes linhas de emissão para o carbono, no aglomerado. Acredita-se que essa estrela tenha perdido suas camadas mais externas em quase-colisões com outras estrelas, deixando suas camadas mais inferiores, ricas em carbono, expostas.